# Retrato de un hidalgo (El Greco)
Retrato de un hidalgo o Retrato de un caballero, datable ca.1607, es una pintura atribuida al Greco. Consta con el número X-175 en el catálogo razonado de obras de este pintor, realizado por Harold Wethey, profesor e historiador del arte especializado en este artista.

## Análisis de la obra
- Actualmente en una colección privada:
- Pintura al óleo sobre lienzo;
- Dimensiones: 108 x 86 cm
- Datación: ca.1607;
- Obra auténtica según Mayer, Gudiol y Camón Aznar. Según Wethey, es una obra del taller, o de la escuela del Greco.[2]

### Descripción de la obra
El presente retrato —de más de medio-cuerpo— está inacabado y en deficiente estado de conservación, Según Gudiol, es una obra autógrafa del Greco, realizada con una destreza que no habría sido alcanzada ni por sus mejores colaboradores. Las manos del hidalgo no se ven, porqué están escondidas por los puños, y el traje está someramente realizado, pero el rostro es típico del Greco, tanto en su tipología como en el tratamiento pictórico. Este lienzo fue limpiado abusivamente y queda poco de la pintura original. Su procedencia antes de ser adquirido por Herschel V. Jones fue reconstruida por el profesor Ellis Waterhouse.

## Procedencia
- Miguel Borondo, Madrid;
- L.Harris, Londres;
- Kleinberger, París;
- Julius Böhler, Múnich;
- Un comerciante de Lucerna, Suiza;
- Reinhart, New York;
- Herschel V. Jones, Minneapolis (hasta el año 1934);
- Minneapolis Institute of Art ( desde1934 hasta 1957);
- Julius Weitzner, Nueva York;
- Colección privada en Milán;[1]